# 卢昂-维勒格吕-方丹
卢昂-维勒格吕-方丹（法語：Louan-Villegruis-Fontaine，法語發音：[lwɑ̃ vilɡʁɥi fɔ̃tɛn]）是法国塞纳-马恩省的一个市镇，属于普罗万区。该市镇于1973年由原市镇卢昂（Louan）、维勒格吕（Villegruis）和方丹苏蒙泰吉永（Fontaine-sous-Montaiguillon）合并而成。

## 地名
“方丹”（Fontaine）意为“泉”。法语地名通名在“枫丹白露”（Fontainebleau）等少数拥有传统译名的地名中译作“枫丹”，不过在《世界地名翻译大辞典》、《世界地名译名词典》和《法国地图册》等主流地名译名类书籍资料中多译作“方丹”。

## 地理
卢昂-维勒格吕-方丹（48°37'32"N, 3°28'41"E）面积38.05 平方千米，位于法国法蘭西島大區塞纳-马恩省，该省份为法国北部内陆省份，北起瓦兹省，西接埃松省、马恩河谷省、塞纳-圣但尼省和瓦兹河谷省，南至卢瓦雷省，东南接约讷省，东临马恩省和奥布省，东北接埃纳省。
与卢昂-维勒格吕-方丹接壤的市镇（或旧市镇、城区）包括：蒙波捷、拉索尔索特、大维勒诺克斯、维利耶圣乔治、布希圣热内斯、内勒拉勒波斯特、博什里-圣马丹。
卢昂-维勒格吕-方丹的时区为UTC+01:00、UTC+02:00（夏令时）。

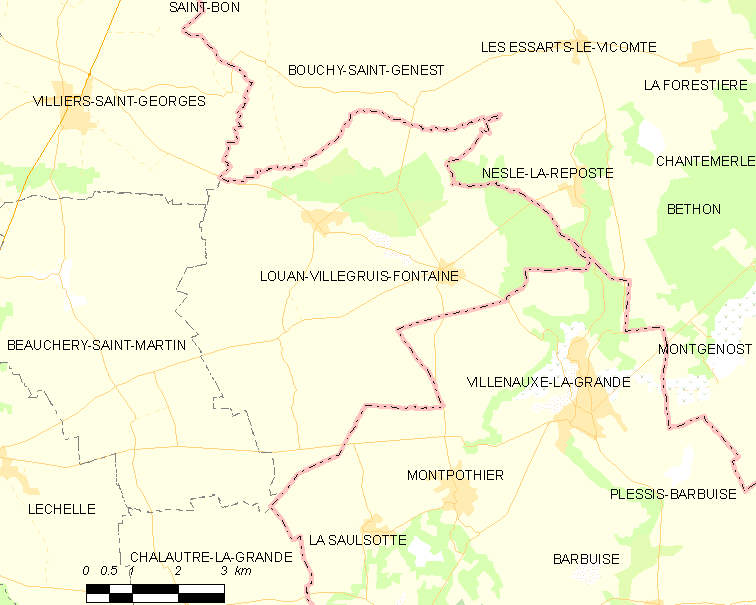
卢昂-维勒格吕-方丹的OSM定位图

## 行政
卢昂-维勒格吕-方丹的邮政编码为77560，INSEE市镇编码为77262。

## 政治
卢昂-维勒格吕-方丹所属的省级选区为普罗万县。

## 人口

1962-2008年间卢昂-维勒格吕-方丹人口变化图示

卢昂-维勒格吕-方丹于2022年1月1日时的人口数量为492人。